# Powierzchnia Polski
Odpowiedź na pytanie, jaka jest powierzchnia Polski, nie jest jednoznaczna. Zgodnie z oficjalnymi danymi Głównego Urzędu Statystycznego można stwierdzić, że Polska ma kilka różnych wartości opisującej jej powierzchnię, z których każda odnosi się do nieco innego obszaru. Według danych GUS na 2024 rok były to następujące powierzchnie:
- powierzchnia lądowa Polski wynosi 311 895 km²[1] – wartość ta jest odpowiednikiem powierzchni podawanych dla innych państw we wszelkiego typu zestawieniach
- powierzchnia administracyjna Polski wynosi 313 933 km²[1] – wartość ta jest wyliczeniem sumy powierzchni wszystkich jednostek administracyjnych
- powierzchnia lądowa wraz z morskimi wodami wewnętrznymi Polski wynosi 313 931 km²[1]
- powierzchnia terytorium Polski wraz z morzem terytorialnym wynosi 322 714 km²[1].

Korzystając z różnych źródeł, można spotkać kilka różnych wartości dotyczących powierzchni Polski, część już nieaktualnych.

## Terytorium Polski

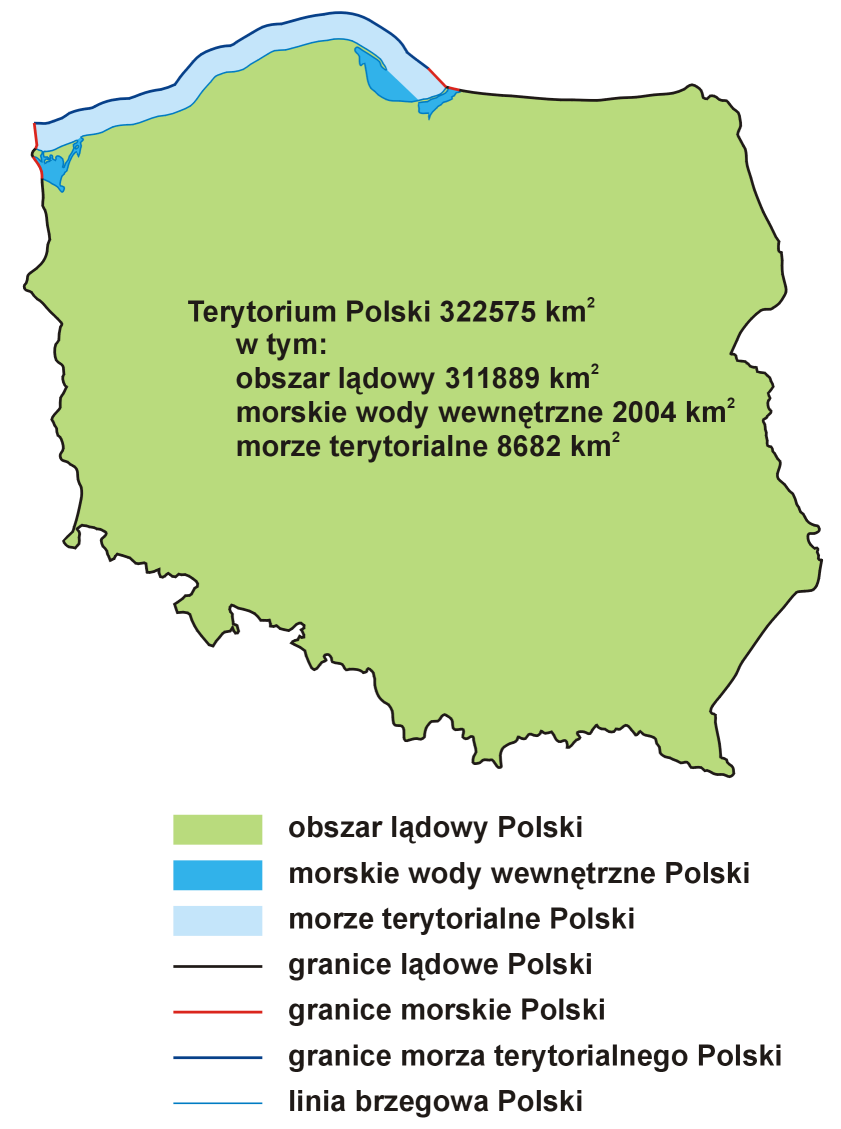
Terytorium Polski i jego składowe w 2006 r.

Terytorium Polski obejmuje obszar lądowy, morskie wody wewnętrzne oraz morze terytorialne.
Obszar lądowy Polski to powierzchnia lądu do linii brzegowej włącznie, liczona wraz z wodami śródlądowymi, czyli włącznie z powierzchnią rzek, kanałów, stawów, jezior (obszar jezior o powierzchni większej niż 1 ha wynosi 3170 km²).
Morskie wody wewnętrzne Polski to obszar zawarty pomiędzy linią brzegową a linią podstawową morza terytorialnego. W skład morskich wód wewnętrznych wchodzą: polska część Zalewu Szczecińskiego wraz z Jeziorem Nowowarpieńskim, Świną i Dziwną, polska część Zatoki Gdańskiej i Zalewu Wiślanego oraz obszary portów położonych nad otwartym morzem.
Morze terytorialne to obszar rozciągający się na 12 mil morskich w głąb morza liczony od linii podstawowej morza terytorialnego lub, w przypadku jej braku nad otwartym morzem, od linii brzegowej. W skład terytorium Polski nie wchodzi natomiast Polska Wyłączna Strefa Ekonomiczna.
Do 2005 roku powierzchnia całego terytorium Polski wynosiła 322 577 km², w tym powierzchnia obszaru lądowego Polski – 311 904 km², obszaru morskich wód wewnętrznych Polski – 1991 km² oraz obszaru morza terytorialnego – 8682 km². W wyniku nowszych pomiarów dokonanych przez Główny Urząd Geodezji i Kartografii, a których wyniki zostały uwzględnione w „Małym Roczniku Statystycznym Polski 2006” wydanym przez Główny Urząd Statystyczny, powierzchnia całego terytorium Polski wynosiła 322 575 km², w tym powierzchnia obszaru lądowego Polski – 311 889 km², obszaru morskich wód wewnętrznych Polski – 2004 km² oraz obszaru morza terytorialnego – 8682 km². W wydanym rok później „Małym Roczniku Statystycznym Polski 2007” zmodyfikowano nieco wartości składowe powierzchni całego terytorium Polski, bez zmian jej ogólnej wartości: obszar lądowy Polski – 311 888 km², obszar morskich wód wewnętrznych Polski – 2005 km² oraz obszar morza terytorialnego – 8682 km². Natomiast według danych z „Rocznika Statystycznego Rzeczypospolitej Polskiej 2024”, powierzchnia całego terytorium Polski wynosiła 322 714 km², w tym powierzchnia obszaru lądowego Polski – 311 895 km², obszaru morskich wód wewnętrznych Polski – 2036 km² oraz obszaru morza terytorialnego – 8783 km².
Zmiana powierzchni Polski, szczególnie widoczna przy powierzchni obszaru lądowego, wynika po pierwsze z zastosowania najnowszych metod pomiarowych, po drugie z faktu, że część granic państwa jest granicami mało stabilnymi. Linia brzegowa Polski cały czas ulega zmianom w wyniku erozji. Również granice lądowe ulegają zmianom – znaczna część granic Polski przebiega rzekami, wzdłuż ich głównego nurtu. Znaczna część tych rzek jest nieuregulowana, zatem częstym zmianom ulega położenie ich głównego nurtu, a w konsekwencji i powierzchnia państwa.

## Terytorium administracyjne Polski

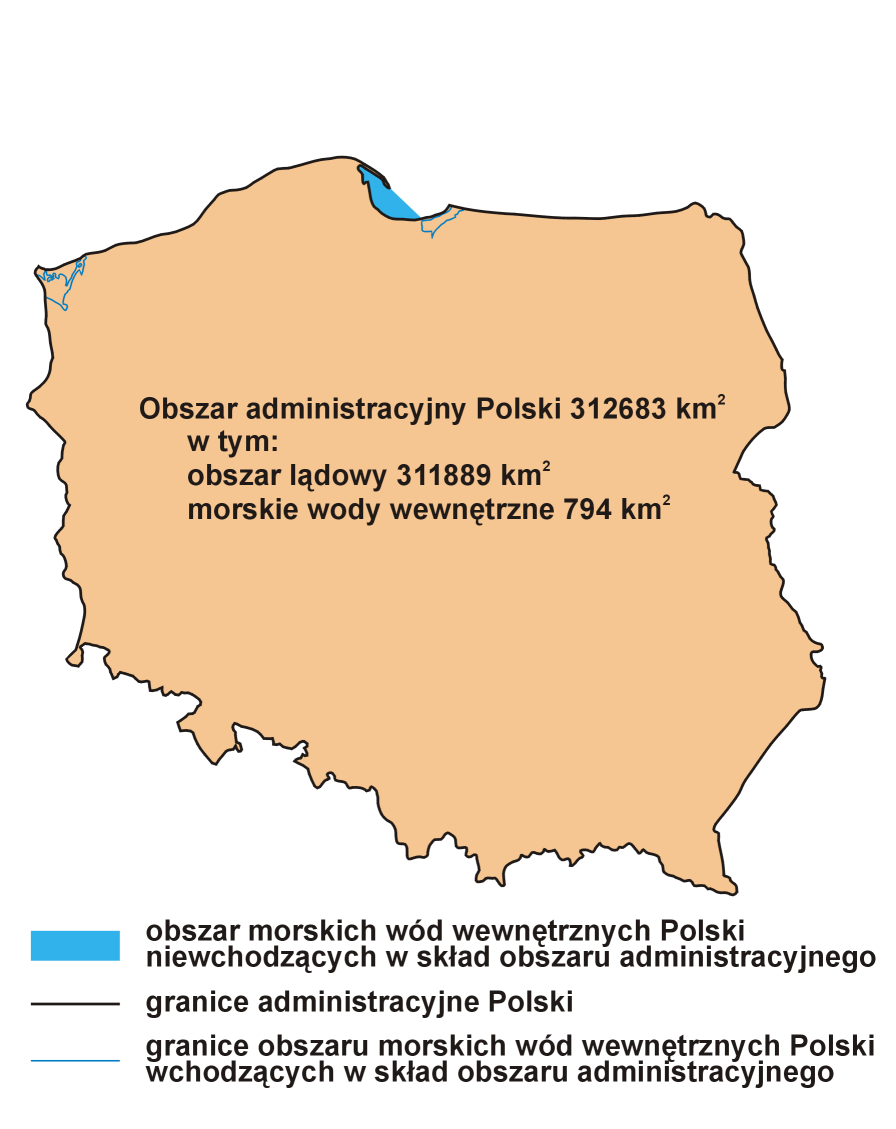
Obszar administracyjny Polski w 2008 r.

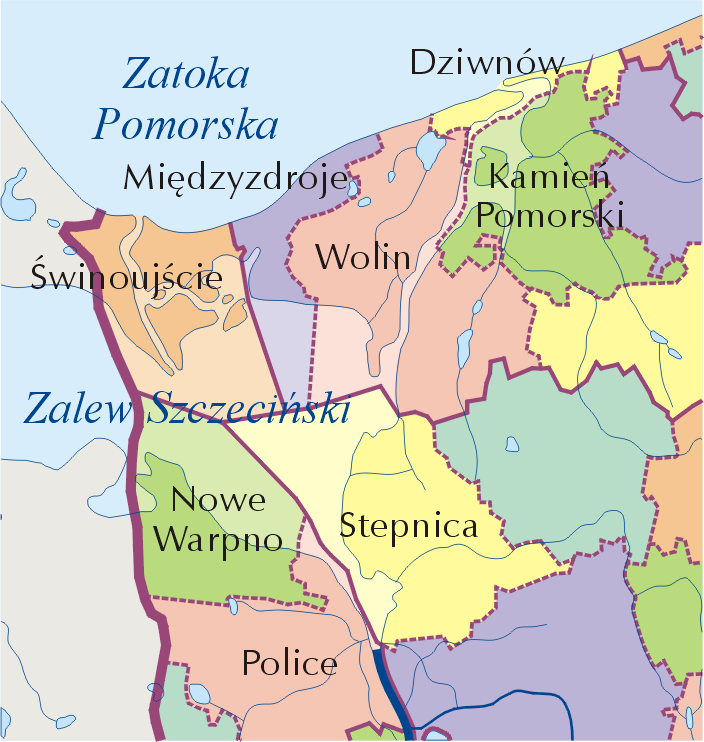
Podział administracyjny morskich wód wewnętrznych Zalewu Szczecińskiego i akwenów przyległych

W większości publikacji (np. podręcznikach, encyklopediach, tabelach statystycznych) jako powierzchnię Polski podaje się wartość 312 685 km². Jest to powierzchnia obszaru administracyjnego Polski. Obszar administracyjny Polski, to obszar znajdujący się w granicach administracyjnych jednostek podziału terytorialnego (gmin, powiatów i województw). W odróżnieniu od większości innych państw, gdzie jednostki administracyjne obejmują wyłącznie obszary lądowe państw, w Polsce w skład obszaru kilku jednostek administracyjnych wchodzi również obszar morskich wód wewnętrznych:
- gmina (miasto na prawach powiatu) Świnoujście obejmuje część Zalewu Szczecińskiego i obszar Świny
- gmina Międzyzdroje obejmuje część Zalewu Szczecińskiego
- gmina Wolin obejmuje część Zalewu Szczecińskiego i część obszaru Dziwnej
- gmina Kamień Pomorski obejmuje część obszaru Dziwnej
- gmina Dziwnów obejmuje część obszaru Dziwnej
- gmina Stepnica obejmuje część Zalewu Szczecińskiego
- gmina Police obejmuje część Zalewu Szczecińskiego
- gmina Nowe Warpno obejmuje część Zalewu Szczecińskiego i część Jeziora Nowowarpieńskiego
- gmina Krynica Morska obejmuje część Zalewu Wiślanego
- gmina Sztutowo obejmuje część Zalewu Wiślanego
- gmina Tolkmicko obejmuje część Zalewu Wiślanego
- gmina Frombork obejmuje część Zalewu Wiślanego
- gmina Braniewo obejmuje część Zalewu Wiślanego

W skład jednostek administracyjnych wchodzi 791 km² morskich wód wewnętrznych Polski. Pozostałe 1214 km² morskich wód wewnętrznych (obszar Zatoki Gdańskiej wraz z Zatoką Pucką) nie wchodzi w skład jednostek administracyjnych.
Ponieważ we wszelkiego typu zestawieniach podawane są powierzchnie jednostek administracyjnych Polski, jako powierzchnię kraju podaje się sumę powierzchni tych jednostek administracyjnych. Faktycznie nie jest to jednak powierzchnia Polski, tylko powierzchnia jednostek administracyjnych. Powierzchnię tę można traktować wyłącznie jako pewnego rodzaju powierzchnię statystyczną.
Powierzchnia administracyjna Polski wg danych z 2005 roku wynosiła 312 685 km². Do 12.01.2017 powierzchnia wynosiła 312 679 km². W wyniku wejścia w życie rozporządzenia Rady Ministrów z dnia 13 stycznia 2017 r. ws. szczegółowego przebiegu linii podstawowej, zewnętrznej granicy morza terytorialnego oraz zewnętrznej granicy strefy przyległej Rzeczypospolitej Polskiej i nowszych pomiarów dokonanych przez Główny Urząd Geodezji i Kartografii powierzchnia  uległa zmianie wynosząc w 2023 roku 313 933 km². 